# Камполонго Мађоре Лјетоли (Венеција)
Камполонго Мађоре Лјетоли (итал. Campolongo Maggiore Liettoli) је насеље у Италији у округу Венеција, региону Венето.
Према процени из 2011. у насељу је живело 3578 становника. Насеље се налази на надморској висини од 5 м.